# Гарячий хетчбек
Гарячий хетчбек (скорочено від англ. hot hatch) — високопродуктивний варіант автомобіля хетчбек. Термін виник у середині 1980-х років, однак швидші заводські версії хетчбеків випускаються з 1970-х років. Двигун із переднім розташуванням, який використовує бензин як паливо, разом із приводом на передні колеса є найпоширенішою силовою установкою, однак повний привід став частіше використовуватися приблизно з 2010 року. Більшість гарячих хетчбеків мають європейське чи азіатське походження.

## Етимологія
Використання терміна «гарячий хетчбек» англ. hot hatchback почало використовуватися у Сполученому Королівстві в 1983 році, який був скорочений до «хот хетйч» у 1984 році. Цей термін вперше з’явився в газеті The Times у 1985 році, а тепер він загальноприйнятий, хоча й неофіційний, як основний термін. Це ретроспективно застосовується до автомобілів з кінця 1970-х років, але не було фразою, яка використовувалася в той час. У той час, як гарячі хетчбеки, як правило, мають конструкцію з двома коробками, конструкції з трьома коробками/похилим ліфтбеком не є чимось нечуваним, і деякі з них переходять на територію спортивних седанів.